# Cheikh Tiberghien
Cheikh Saliou Tiberghien (Francia, 8 de enero de 2000), más conocido como Cheikh Tiberghien, es un jugador profesional francés de rugby que se desempeña en la posición de wing izquierdo en Aviron Bayonnais, equipo perteneciente a la liga Top 14.

## Carrera
Tiberghien es un jugador de formación francesa (JIFF). Comenzó su carrera deportiva con el equipo Aviron Bayonnais, en el cual jugó seis temporadas (2013-2019), después pasó a ASM Clermont Auvergne (2019-2023), luego regresó a Aviron Bayonnais, donde lleva jugando una temporada.